# Glyptorhagada kooringensis
Glyptorhagada kooringensis es una especie de molusco gasterópodo de la familia Camaenidae en el orden de los Stylommatophora.

## Distribución geográfica
Es  endémica de Australia.

## Hábitat
Su hábitat natural son: zonas rocosas.

## Estado de conservación
Se encuentra amenazada de extinción por la pérdida de su hábitat natural.